# Малина (приток Ратыни)
Малина — река в России, протекает по Молоковскому и Сандовскому районам Тверской области. Устье реки находится в 33 км по левому берегу реки Ратыня. Длина реки составляет 32 км, площадь водосборного бассейна — 177 км².
В Молоковском районе на реке стоит деревня Першиха Ахматовского сельского поселения. Ниже в Сандовском районе по берегам реки стоят Большое Малинское, Малое Малинское и Никаниха (Никониха) Большемалинского сельского поселения.

## Данные водного реестра
По данным государственного водного реестра России относится к Верхневолжскому бассейновому округу, водохозяйственный участок реки — Молога от истока и до устья, речной подбассейн реки — Реки бассейна Рыбинского водохранилища. Речной бассейн реки — (Верхняя) Волга до Куйбышевского водохранилища (без бассейна Оки).
Код объекта в государственном водном реестре — 08010200112110000006139.